# Grottes d'Amboni
Les grottes d'Amboni sont des grottes situées dans la région de Tanga en Tanzanie.

## Présentation
Localisées à environ 8 km au nord de la ville de Tanga, ces grottes calcaires forment un réseau de 234 km de galeries.

## Anecdote
Une étape de l'émission Pékin Express 7, La route des grands fauves s'est déroulée à proximité des grottes d'Amboni.

## Galerie

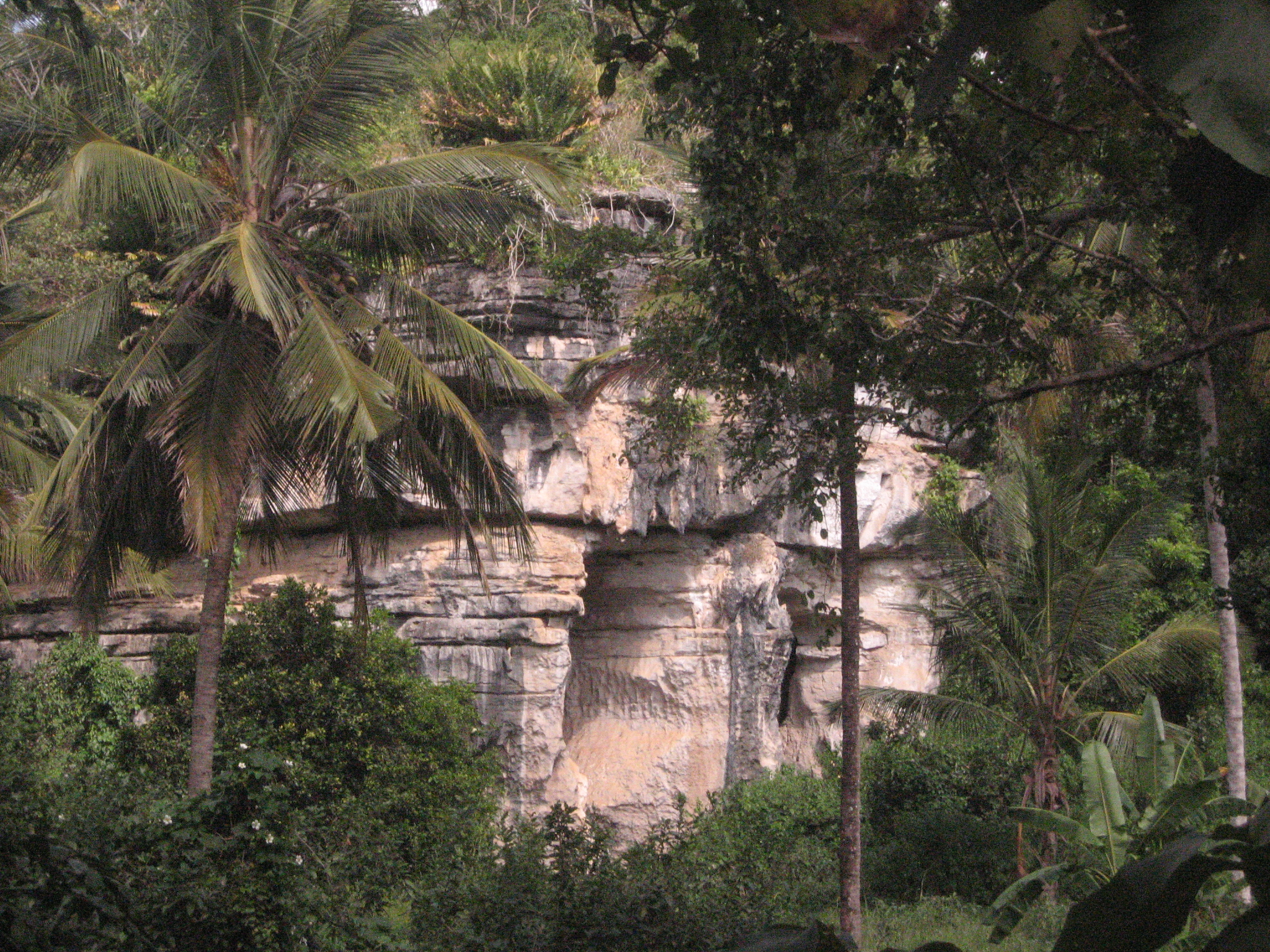
Extérieur des grottes d'Amboni.
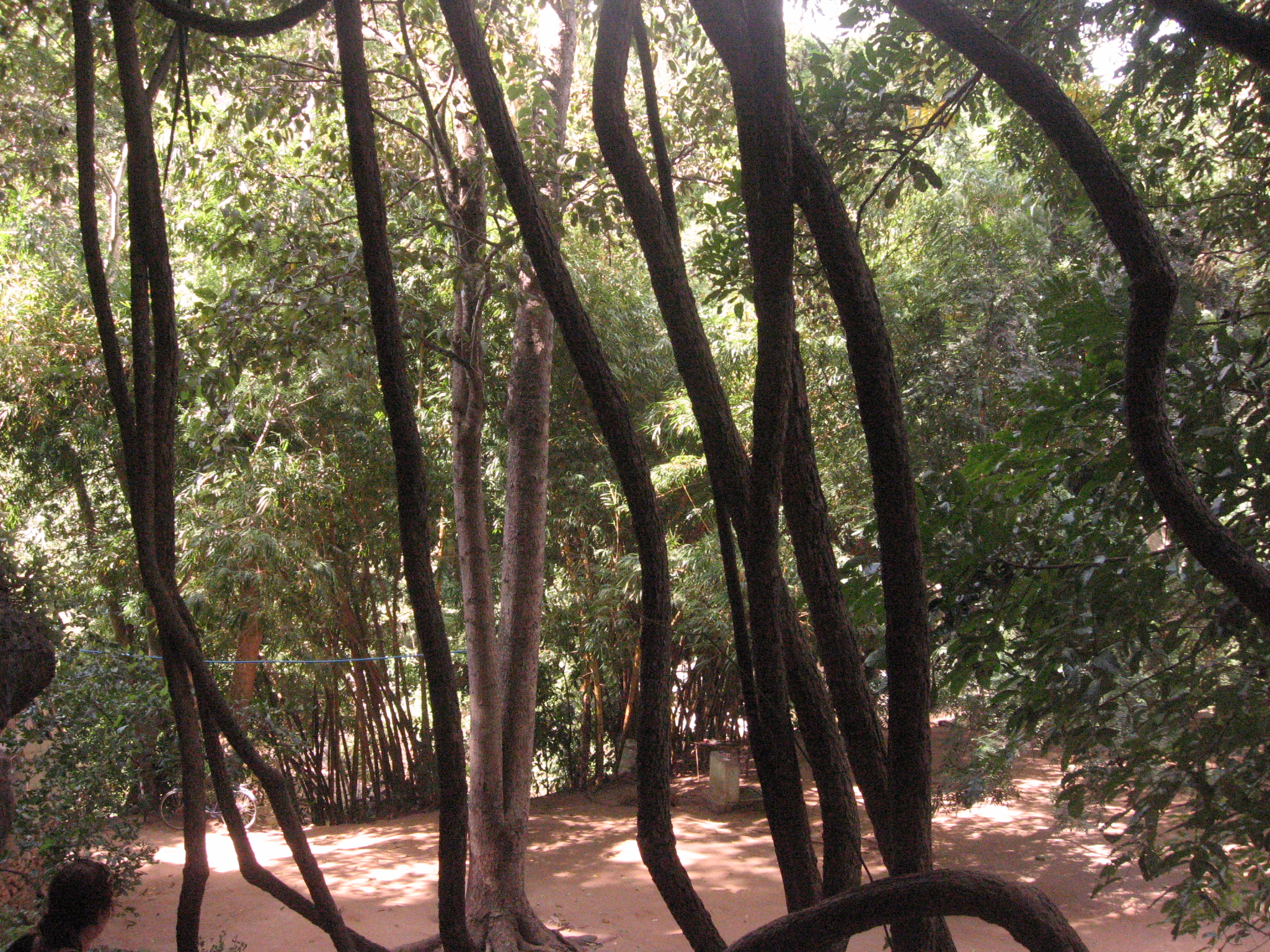
Vignes
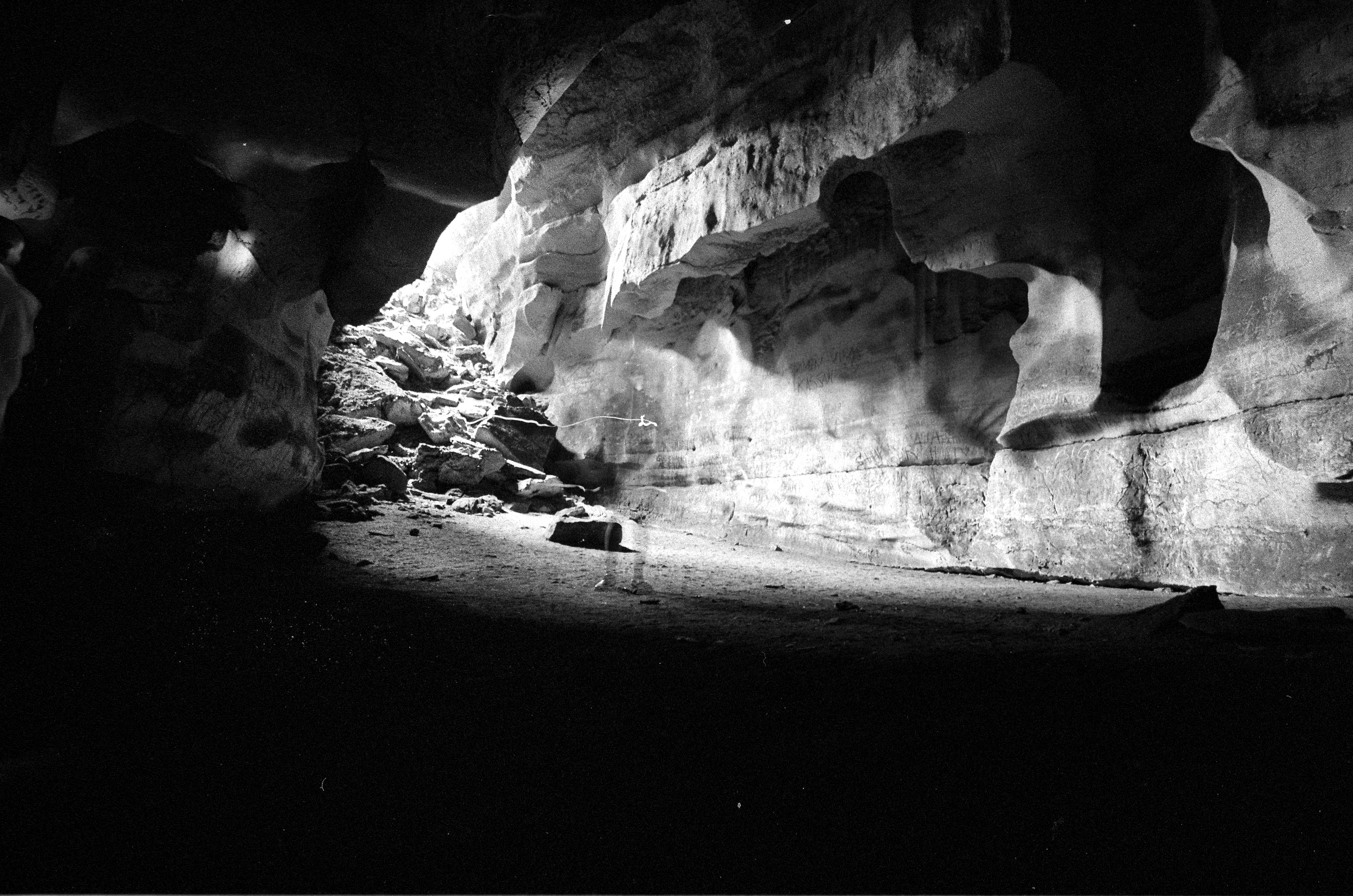
Intérieur des grottes d'Amboni.